# Dropull i Sipërm
Dropull i Sipërm là một xã trong quận Gjirokastër thuộc hạt Gjirokastër, Albania. Dân số năm 2005 là 8830 người.